# Max Boehme
Max Boehme es un deportista alemán que compite en vela en la clase 49er. Ganó una medalla de oro en el Campeonato Europeo de 49er de 2015.

## Palmarés internacional
| \| Campeonato Europeo \| Campeonato Europeo \| Campeonato Europeo \| Campeonato Europeo \| \| Año \| Lugar \| Medalla \| Clase \| \| ------------------ \| ------------------ \| ------------------ \| ------------------ \| \| 2015 \| Oporto (Portugal) \| Medalla de oro \| 49er \| |                   |                |       |
| Campeonato Europeo |                   |                |       |
| Año | Lugar             | Medalla        | Clase |
| 2015 | Oporto (Portugal) | Medalla de oro | 49er  |